# Санадиново
Санадиново (болг. Санадиново) — село в Болгарии. Находится в Плевенской области, входит в общину Никопол. Население составляет 343 человека.

## Политическая ситуация
В местном кметстве Санадиново, в состав которого входит Санадиново, должность кмета (старосты) исполняет Светослав Илиев Светославов (Граждане за европейское развитие Болгарии (ГЕРБ)) по результатам выборов правления кметства.
Кмет (мэр) общины Никопол — Валерий Димитров Желязков (Болгарский земледельческий народный союз (БЗНС)) по результатам выборов в правление общины.